# 百口乡
百口乡，是中华人民共和国贵州省黔西南布依族苗族自治州册亨县下辖的一个乡镇级行政单位。

## 行政区划
百口乡下辖以下地区：
弄丁村、各江村、洞里村和坝或村。